# ソンティン県

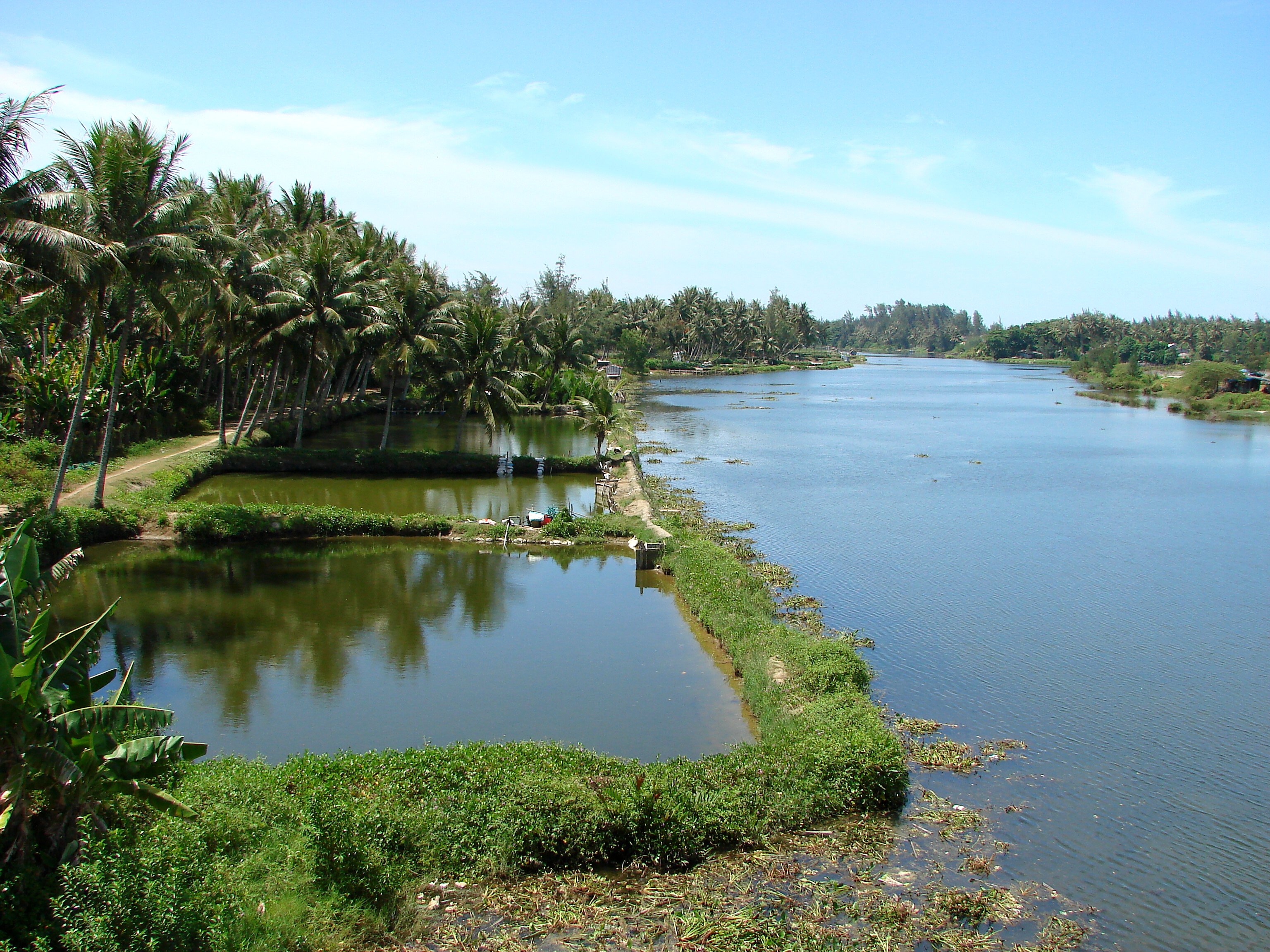

ソンティン県（ソンティンけん、ベトナム語：Huyện Sơn Tịnh / 縣山靜?  発音）は、ベトナム社会主義共和国クアンガイ省の県。面積は243.41 km²、人口は103,000人（2013年）である。

## 行政区画
11社から構成される。